# Krzysztof Zgraja

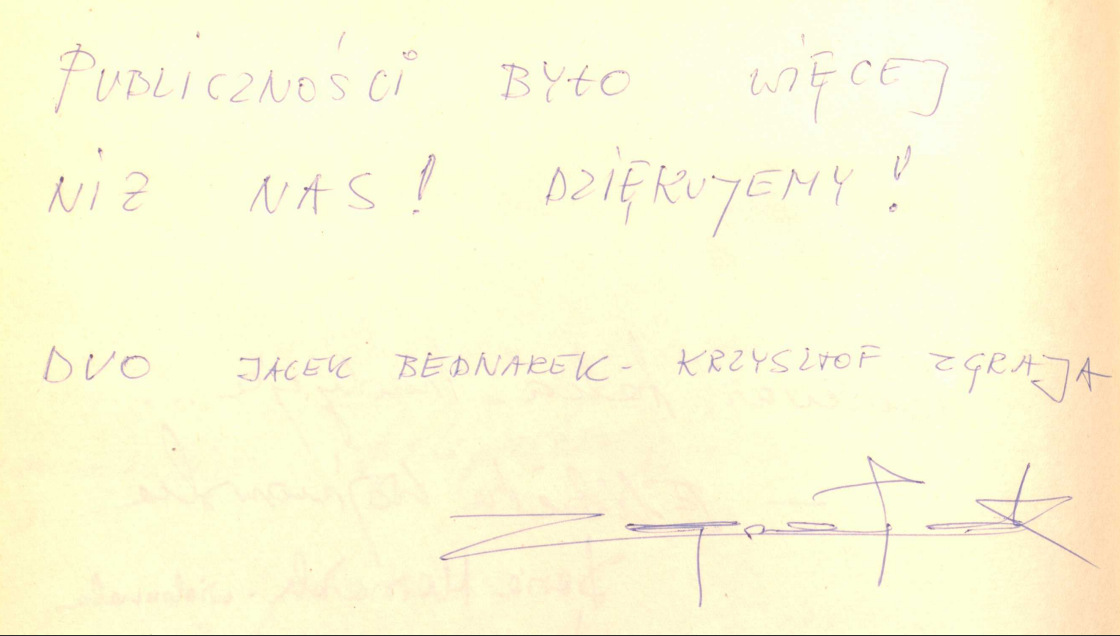
Wpis zespołu DUO do Kroniki Klubu Związków i Stowarzyszeń Twórczych, Katowice, 30.04.1981r.

Krzysztof Zgraja (ur. 20 lutego 1950 w Gliwicach) – polski flecista, multiinstrumentalista, kompozytor, aranżer. Należy do czołówki najwybitniejszych europejskich flecistów jazzowych. 

## Życiorys
Ukończył Podstawową Szkołę Muzyczną w Gliwicach w klasie skrzypiec i Liceum Muzyczne w Bytomiu. Absolwent Wydziału Instrumentalnego w klasie fletu Jerzego Mrozika oraz Wydziału Teorii i Kompozycji Państwowej Wyższej Szkoły Muzycznej w Katowicach. Debiutował w zespole jazz-rockowym Alter Ego. W latach 1971–1978 występował w duecie z Czesławem Gładkowskim (kontrabas). W 1972 roku muzycy wystąpili razem na festiwalu Jazz nad Odrą, gdzie Zgraja otrzymał I nagrodę indywidualną. Duet koncertował w kraju i za granicą, m.in. w RFN, ZSRR, NRD, Hiszpanii, Francji, Jugosławii i Luksemburgu. Zarejestrował nagrania w Polskim Radiu w Opolu, Katowicach i Warszawie oraz nagrał longplay, zatytułowany Alter Ego (1974). W latach 1977–1986 flecista tworzył duet z kontrabasistą Jackiem Bednarkiem. W ich repertuarze można było znaleźć kompozycje inspirowane muzyką flamenco, muzyką afrykańską, jak również standardy jazzowe, adaptacje polskich tematów ludowych i rozlewne impresje fletu, bądź – dzięki studyjnej technice nagraniowej – orkiestry fletów i liczne pogłosy. Klamrą spajającą całość było charakterystyczne brzmienie duetu. W latach 1979-1982 Duo Bednarek-Zgraja nagrywało dla P. R. Katowice, a w 1983 roku ukazał się album formacji pt. Walking Colour, wznowiony we wrześniu 2016 roku przez GAD Records na płycie kompaktowej i wzbogacony o nagrania radiowe. W 1986 roku ukazała się koncertowa płyta duetu  Live In Hannover (zapis występu z 12 grudnia 1981 r.). Od 1979 roku Zgraja prowadził także kwartet w składzie: Jacek Bednarek (kontrabas), Jan Daszek (fortepian), Henryk Stanoszek (perkusja). W 1981 roku ukazał się solowy krążek artysty pt. Laokoon. Zgraję i Bednarka podczas sesji nagraniowej wsparła sekcja rytmiczna, którą tworzyli: Krzysztof Ścierański (gitara basowa) i Marek Stach (perkusja); pianista Wojciech Kamiński (pianista) oraz gościnnie: Zbigniew Namysłowski (saksofon altowy) i Reto Weber (perkusja). Krzysztof Zgraja grał także w zespole Amalgamat (w 1985 ukazał się album formacji mający za tytuł jej nazwę) oraz brał udział w interdyscyplinarnych przedsięwzięciach artystycznych z wykorzystaniem elektronicznego instrumentarium, magnetofonów, magnetowidów, kamer telewizyjnych itp., m.in. w spektaklach Audio-Video-Art, The Sculpture Theater i Grafika muzyczna-muzyka graficzna. 
Od 1986 roku występuje solo, a także z braćmi Zygmuntem i Ulrykiem. Poza tym współpracuje z muzykami, zespołami i orkiestrami z Czech, Niemiec i Austrii. W latach 1984-1987 zwyciężał w ankiecie Jazz Top magazynu Jazz Forum w kategorii flecista.
Jest kompozytorem:  
- utworów muzyki symfonicznej i kameralnej, m.in. Koncertu na flet i orkiestrę symfoniczną, Music for Ives, Prawd obiektywnych na taśmę i flet, suity Kurpie;
- licznych tematów jazzowych; utworów instrumentalnych inspirowanych folklorem polskim, afrokubańskim i muzyką flamenco;
- muzyki teatralnej i filmowej.

Jest także autorem:  
- scenariusza cyklu programów telewizyjnych Kultura muzyczna;
- słuchowisk radiowych, a także podręczników muzycznych Flecista uniwersalny i podstawy improwizacji melodycznej oraz Flamenco: historia, teoria, praktyka (esej wyd. w 1987).